# Ephistemus cactophilus
Ephistemus cactophilus là một loài bọ cánh cứng trong họ Cryptophagidae. Loài này được Schwarz miêu tả khoa học năm 1899.